# Antonín Burjan
Antonín Burjan (27. prosince 1841 Dolní Dvorce – 29. října 1919 Křižanov ) byl český středoškolský profesor a matematik. V letech 1873-96 vyučoval na učitelském ústavu v Brně, poté byl do roku 1908 ředitelem brněnské školy pro výchovu učitelek. V letech 1882–1904 působil rovněž jako první školdozorce (inspektor) pro české obecné školy v Brně. Byl autorem učebnice aritmetiky. Byl oceňován pro své pedagogické výsledky i za zásluhy o rozvoj českojazyčného školství v tehdy národnostně smíšeném Brně.

## Život
Narodil se 27. prosince 1841 v Dolních Dvorcích u Telče. Vystudoval gymnázium v Jihlavě a Jindřichově Hradci a vzdělání dokončil na pražské univerzitě. Poté se věnoval pedagogické činnosti na reálce v Praze a na gymnáziích v Hradci Králové a Valašském Meziříčí.
Roku 1873 získal místo hlavního učitele na české průpravně (tj. pedagogické škole) v Brně. Vyučoval matematiku a fyziku, ale pronikl do hloubky ve všech předmětech vyučovaných na obecných školách, a to po stránce vědecké i praktické. Kladl na své studenty vysoké požadavky, byl přísný, ale spravedlivý a mezi žáky zároveň obávaný i oblíbený.
Zapojil se také do veřejného života. V 70. letech 19. století se rozšířily řady české inteligence v Brně, kde do té doby dominovali Němci. Aktivní občané usilovali o to, aby ve městě vznikla česká obecná škola. To se podařilo roku 1878 zásluhou místní Matice školské. Dozor nad touto soukromou školou měl ale německý inspektor a německé obyvatelstvo českým školám nepřálo. Zakladatelům proto záleželo na tom, aby tato první škola byla kvalitní, obstála ve srovnání s německými a stala se vzorem pro další. Za důvěrníka a „dozorce“ proto zvolila Burjana jako zkušeného pedagoga.
V dalších letech odpor proti českým školám ustal, mimo jiné díky taktnímu, ale neústupnému jednání Burjana v okresní školní radě. Bylo také založeno několik veřejných českých škol. Roku 1882 byla zřízena funkce okresního inspektora pro české školy v Brně a prvním inspektorem jmenován Antonín Burjan. V této funkci položil zdravý základ brněnského českého školství a zajistil dobrou úroveň svěřených škol, což ocenil i císař František Josef I. během své návštěvy Brna r. 1892. Z funkce odstoupil r. 1904 kvůli soustavnému dosazování Němců a „renegátů“ na české školy.
Řadu let byl rovněž předsedou spolku českých učitelů města Brna. Roku 1895, kdy se slavilo desáté výročí založení, byl Burjan jmenován jeho prvním čestným členem.
Roku 1896 byl jmenován ředitelem „českého ústavu ku vzdělání učitelek“ v Brně. V této funkci setrval do roku 1908, kdy odešel na vlastní žádost do penze. Při té příležitosti dostal od císaře Nejvyšší uznání.
V prosinci 1904 ho císař jmenoval členem moravské zemské školní rady.
Letní prázdniny trávil v Křižanově. Tam také 29. října 1919 zemřel a o tři dny později byl pohřben.

## Hodnocení
Burjan byl uznávaný jako vzor profesora pedagogické školy. Byl respektovaný a oblíbený u svých studentů a studentek, požíval úcty v okresní školní radě a přispěl k dobré úrovni brněnských středních škol.
Kritika v tisku se většinou omezovala na některá jeho kontroverzní rozhodnutí ve funkci školního inspektora nebo ředitele učitelského ústavu. Například roku 1901 se Lidové noviny pozastavovaly nad tím, že požádal o možnost provádění katolických duchovních cvičení (exercicií) na pedagogických školách; podle nich to je na úkor hodnotnějšího vzdělávacího programu, zejména výletů do přírody. Roku 1904 ho týž list zkritizoval za vyšetřování učitelky, která jedla v pátek před žáky maso, ačkoliv na téže škole ponechal bez povšimnutí informace o možné zpronevěře peněz na podporu chudých žáků. Kontroverze občas vyvolávala i jeho jednání s Němci (Lidové noviny ho kritizovaly kvůli jeho údajným přílišným ústupkům při stěhování českých škol r. 1903, o rok později byl zase terčem útoků německého tisku a když zřejmě i na základě této kritiky odstoupil z funkce inspektora, stěžovaly si Lidové noviny, že tak učinil v nevhodnou dobu a usnadnil tak Němcům provést své plány).

## Dílo
Byl autorem učebnice Arithmetika pro ústavy učitelské, vydané poprvé roku 1881 a poté v několika reedicích až do roku 1905.

## Rodina
Byl dvakrát ženatý. Jeho první manželka, Marie Burjanová roz. Kyjánková z Telče, zemřela r. 1881 po krátké nemoci (na tyfus) a počátkem následujího roku zemřel i jejich jediný syn Antonín. Antonín Burjan se znovu oženil r. 1883 s Marií Bobrovskou. Jejich dcera Růžena se provdala za zubního lékaře Václava Kohoutka, syn Jaroslav pracoval r. 1919 jako účetní asistent Hypoteční banky.